# Nerlandsøya
Nerlandsøya est une île la commune de Herøy, du comté de Møre et Romsdal, dans la mer de Norvège. Elle fait partie de l'archipel de Sørøyane.

## Description
L'île de 14,6 km2 est située au nord-ouest de la ville de Fosnavåg et à l'est de l'île de Skorpa. L'île est reliée à l'île Bergsøya (au sud-est) par le Nerlandsøy Bridge (en). Les îles Flåvær se trouvent au sud. Le plus grand village de l'île est Kvalsund.
Du côté est de l'île se trouvent les fjords de Breidsundet et Holmefjord, qui la séparent de l'île de Remøya.

## Galerie

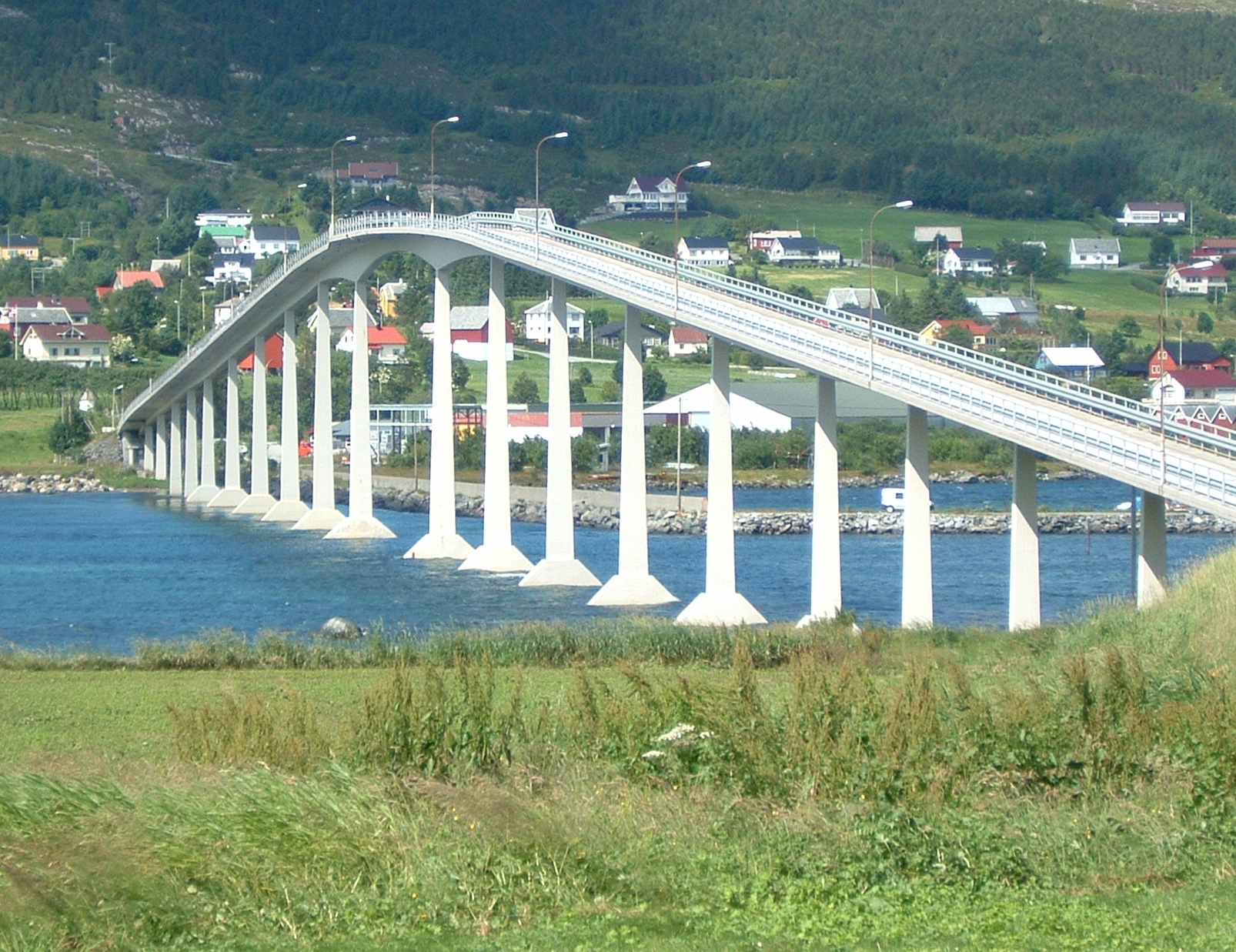
Pont de Nerlandsøy
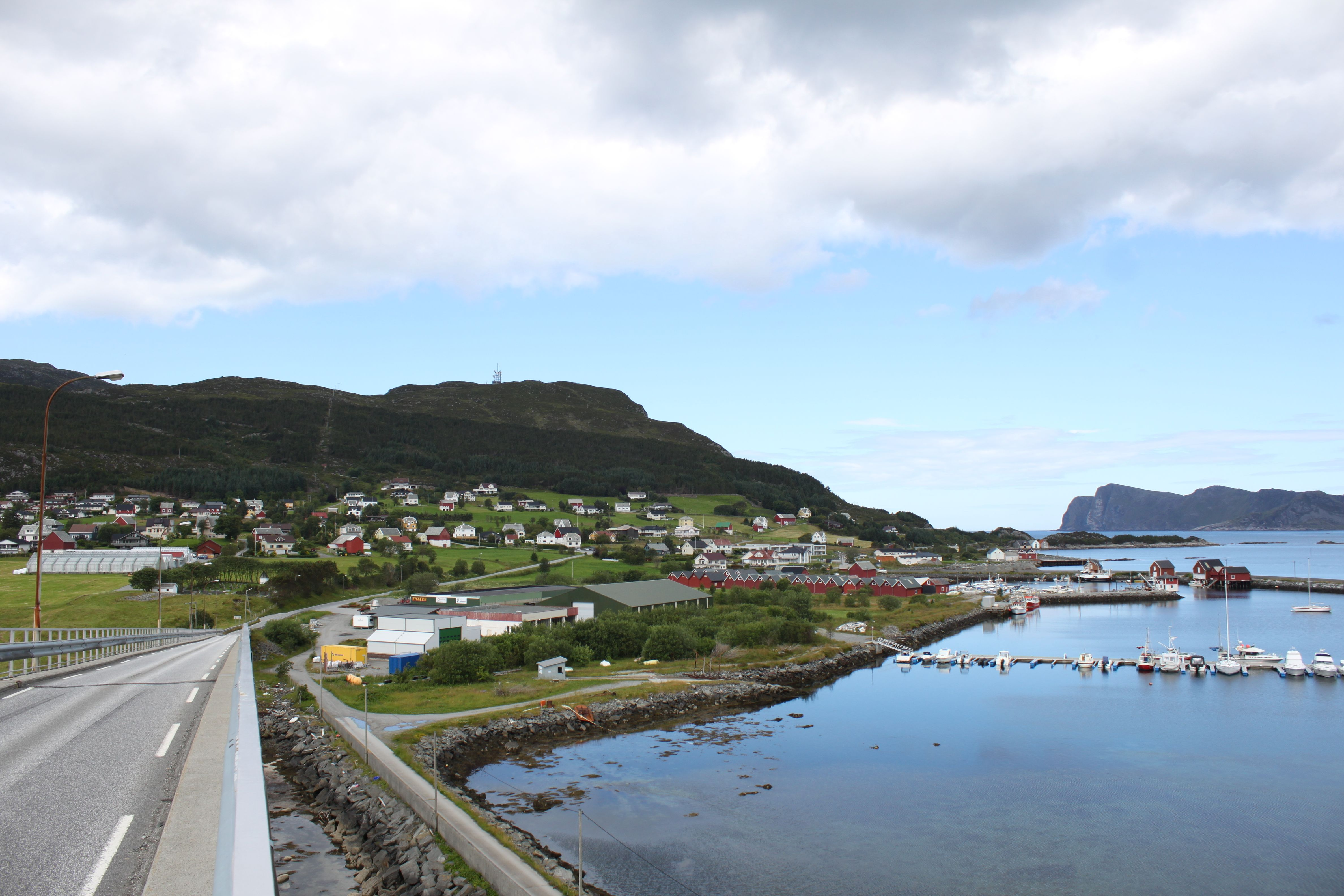
Village de Kvalsund